# José María Úbeda Montés
José María Úbeda Montés (Gandia, Safor, 15 de novembre de 1839 - València, 26 de març de 1909) fou un compositor i organista del País Valencià. Pertanyent a una família benestant d'Ontinyent, en aquesta vila fou on cursà els seus primers estudis musicals sota la direcció del seu avi patern que era un reconegut professor de música. Restà orfe de pare als onze anys, i als quinze es traslladà a València, on començà estudis musicals amb Francesc Bonastre, aleshores organista de l'església d'Ontinyent, i els continuà a partir de 1854 a València al costat de Pascual Pérez Gascón. També va exercir d'organista a la parròquia de Sant Francesc.
Després començà a treballar com a organista de l'església de Sant Andreu, i més tard passà a ser-ho de l'església dels jesuïtes i finalment de la capella de la Verge dels Desemparats i del Reial Col·legi del Corpus Christi (Patriarca). A més, la seva tasca es desenvolupà cap a dues importants àrees més; la docent, ja que fou un dels principals impulsors del recent creat conservatori (1879), del qual va ser el primer professor d'orgue, i n'arribà a ser un dels seus directors, a més de publicar el seu Tratado del órgano, que amb el temps es convertí en un manual imprescindible fins ben entrat el segle xx.
D'altra banda, la composició, atès que arribà a realitzar més de cent seixanta obres, la majoria per a orgue. Aquesta producció musical s'enquadra dins d'un corrent de renovació musical religiosa compartida a València juntament amb Joan Baptista Guzmán i Martínez i Salvador Giner i Vidal, que consideraven que els models musicals de Pérez Gascón estaven esgotats i intentaven sortir de la inèrcia existent a la recerca de noves formes, que, sense caure en la implantació simplement de les normes pontifícies (com el gregorià), suposés una adequació entre les tradicions musicals valencianes i les esmentades normes vaticanes.

## Obres
Majoritàriament va compondre obres religioses de les quals en destaquen sobretot el seu Sacerdotes Domini i l'ofertori de la festa del Corpus Christi. També cal destacar el seu mètode d'orgue.
- Misses:
  - Missa al beato Juan de Rivera, 4v, org, vc, cb, E:Vacp
  - Missa al patriarca, 3V, ac (Luis Tena)
  - Missa, 3V, Co, Orq, org, E:VAcp
  - Missa, 3V, vns, cls, tp, cb, org, E:Vac
  - Missa, 6V, org, E:Vacp
- Antífones:
  - Salve, 3V, org, E:SEG
- Càntics:
  - Magnificat, 6V, org, E:Vac
  - Nunc dimittis, 5V, org, vc, cb, E:VAcp.
- Himnes:
  - A las aras, Co, 3V, org, E:VAcp
  - Ave Maris Stella, 4V, org, vc, cb, E:VAcp
  - Bendigamos humildes, 8V, E:VAcp
  - Fieles Madres, 2V, Co, org, E:VAcp
  - Pange lingua, 4V, E:VAcp
  - Te Deum, 3V, fl,cl, tbn, qnt cu (Antich i Tena), E:SEG
  - Te Deum, 3V, org, Orq (BSM)
  - Te lucis, op.112, 6V, org, vc, cb, E:VAcp
- Lamentacions:
  - Manum suam, 8V, E:VAcp
  - Romped mis cadenas, 3V, org, E:VAcp, E:ORI
- Lletania:
  - Kyrie, 3V, org, E:VAcp
  - Kyrie, 6V, cb, org, E:VAcp
  - Miserere, 3V (Luis Tena)
- Motets:
  - Benedictus, 3V, org, E:VAcp
  - Christus, 3V, E:VAcp
  - Christus factus, 3V (Luis Tena), E:VAcp
  - Memoriam, T, org, E:SEG
  - Monstra te, 4V, org, vc, cb, E:VAcp
  - O salutaris, 3V, org, E:VAcp
  - O salutaris, 3V, org, E:VAcp
  - O salutaris Hostia, 3V, org, E:VAcp
  - Panis angelicus, 4V, org, E:SEG
  - Sacerdotes Domini, 4V, org (Luis Tena)
  - Verbum caro, B, org, E:VAcp
  - Verbum caro, 4V, org, E:SEG
  - Verbum caro, 4V, org, E:VAcp
  - Verbum caro, S, Co,org, E:VAcp
- Responsoris:
  - Confitebor tibi, 7V, fl, ob, cl, fg, tp, tbn, fi, tim, qnt cu, E:VAcp
  - Magnificat, 6V, bc, E:VAcp
- Salms:
  - Beatus vir, 6V, bc, E:VAcp
  - Beatus vir, 6V, org, E:VAcp
  - Credidi, 6V, bc, org, E:VAcp
  - Cum ivocarem, 8V, org, Vc, cb, E:VAcp
  - Dixit Dominus, 6V, bc, E:VAcp
  - Dixit Dominus, 6V, E:VAcp
  - Dixit DOminus, 7V, org, vc, cb, E:VAcp
  - Laetatus, 6V, org, vc, cb, E:VAcp
  - Laetatus sum, 6V, org, E:VAcp
  - Lauda Jerusalem, 6V, org, E:VAcp
  - Lauda Jerusalem, 6V, org, E:VAcp
  - Laudate Dominum, 6V, bc, E:VAcp
  - Laudate, 6V, org, E:VAcp
  - Mirabilia, 4V, vns, tps, cls, bc, E:VAcp
  - Miserere, 3V (BSM)
  - Miserere, 3V, E:SEG
  - Miserere, 4V, vln, cb, E:VAcp
  - Miserere, 8V, E:VAcp
  - Qui hábitat, 4V, org, vcm, cbm E:VAcp
- Goigs:
  - Con aplauso, 3V, org, E:VAcp
  - Con dulce amor, 3V, org, E:VAcp
  - Pues al gran templo, 3V, org, E:VAcp
  - Pues vuestra, 2V, org, E:VAcp
  - Sois lucero, 3V, org, E:VAcp
- Ofertoris:
  - Ofertorio n3 (CD); E:SEG
  - Sacerdotes, 4V, og, (Luis Tena)
  - Sacerdotes Domini,[1] 4V, org
- Pregàries:
  - Alma santísima, T, B, org, E:SEG
  - Alma santísima, 2T, org, E:VAcp
  - Oh Dios, 2V, org, E:VAcp
  - Reina del cielo, 3V, org, E:VAcp
- Salutacions:
  - Dios te salve María, 2V, org, E:VAcp
- Trisagis:
  - Santa, 2V, org, E:VAcp
  - Santa, 3V, org, E:VAcp
  - Santa, 3V, org (La Lira del Corazón de Jesús)
  - Santa, 3V, org, E:VAcp
  - Santa 3V, org, E:VAcp
  - Santa, 3V, org, E:VAcp
  - Santo, 3V, org, E:SEG
  - Santo, 4V, Orq, E:VAcp
- Altres:
  - Adiós Reyna, Co, org, E:VAcp
  - Al convite celestial, 2S, org, E:VAcp
  - Cor mundum, Libera me, 4V, E:VAcp
  - Misericordia, Co, org, E:VAcp
  - Obras orgánicas (CD)
  - Ocho elevaciones, org, E:SEG
  - Salmodia, E:SEG
  - Simeón, 8V, vns, tps, vc, fg, cb, E:VAcp
  - Viendo encinta, S, T, org, E:VAcp